# Tamara
Tamara je žensko osebno ime.

## Različice imena
Tami

## Pogostost imena
Po podatkih Statističnega urada Republike Slovenije je bilo na dan 31. decembra 2007 v Sloveniji 3.106 oseb z imenom Tamara. Ime Tamara je na ta dan po pogostosti uporabe najpogostejših imen v Sloveniji zavzemalo 88. mesto.  Ostale različica imena, ki so bile v uporabi: Tami (9).

## Osebni praznik
Po koledarju praznuje Tamara god 1. septembra.

## Znane osebe
Tamara Gruzijska je bila slavna gruzijska kraljica s konca 12. in začetka 13. stoletja in jo v Gruziji častijo kot svetnico, tu god praznuje 1. maja.4)